# Rhochmopterum major
Rhochmopterum major är en tvåvingeart som beskrevs av Mario Bezzi 1926. Rhochmopterum major ingår i släktet Rhochmopterum och familjen borrflugor. Inga underarter finns listade i Catalogue of Life.